# سیمون کلارک (دوچرخه‌سوار)
سیمون کلارک (ایتالیایی: Simon Clarke؛ زادهٔ ۱۸ ژوئیهٔ ۱۹۸۶) دوچرخه‌سوار اهل استرالیا است.
از باشگاه‌هایی که در آن رکاب زده‌است می‌توان به کنندیل–دراپاک، ویلیر تریستینا–سله ایتالیا، تیم آستانه، و تیم اوریکا–اسکات اشاره کرد.